# Blu Gang
Blu Gang (vollständiger Titel: Blu Gang e vissero per sempre felici e ammazzati) ist ein Italowestern aus der Spätphase des Genres, der durch eine ungewöhnliche Form gekennzeichnet ist. Der Film von Luigi Bazzoni erhielt keine Aufführung im deutschsprachigen Raum.

## Handlung
Die Brüder Blue – Cane, Johnny und Frank – versuchen, sich das freie und ungebundene Leben, das sie führen, mit Gaunereien kleinerer und größerer Art zu sichern. Zu diesem Leben gehören auch nicht festgelegte Beziehungen zu den Mädchen, die sie treffen. Nach einem größeren Geldraub werden sie vom schweigsamen Armeeoffizier Hillman ins Gefängnis gesteckt, woraus sie mit Hilfe eines kleinen Mädchens aber fliehen können. Von Ort zu Ort ziehend, kümmern sich die Brüder weiter nur um das Heute. Hillman schnappt sich einen nach dem anderen.

## Kritik
„Ganz offensichtlich ist Butch Cassidy das Vorbild, und auch einer Brechtschen Ballade ist hier die Form eines Filmes verpasst worden: In englisch mit Untertiteln wird uns erklärt, dass die Brüder nur als Reaktion auf die Selbstherrlichkeit des Kapitalismus zu Banditen geworden sind. (…) Der Einfallsreichtum der Bilder und der spontane Witz des Drehbuchs stehen im Kontrast mit den vielen Szenen absoluter Alltäglichkeit und der derben Wortwahl, die uns vorgeführt werden.“

## Bemerkungen
- Jack Palance, der Darsteller des Hillman, hat im gesamten Film nur zwei knappe Sätze zu sprechen.

- Der Soundtrack wurde 1974 mit dem Nastro d’Argento für die beste Filmmusik ausgezeichnet[2]. Das Lied Go Man wird von Marva Jan Marrow interpretiert.